# Grosphus voahangyae
Espèce
Grosphus voahangyae est une espèce de scorpions de la famille des Buthidae.

## Distribution
Cette espèce est endémique de la région d'Alaotra-Mangoro à Madagascar. Elle se rencontre vers Moramanga.

## Description
Le mâle holotype mesure 39,8 mm et la femelle paratype 39,4 mm.

## Étymologie
Cette espèce est nommée en l'honneur de Voahangy Soarimalala.

## Publication originale
- Lourenço & Wilmé, 2015 : « Species of Grosphus Simon, 1880, associated to the group madagascariensis / hirtus (Scorpiones: Buthidae); description of a peculiar new species from the humid eastern forests of Madagascar. » Entomologische Mitteilungen aus dem Zoologischen Museum Hamburg, vol. 17, no 194, p. 207-223.